# Jada Fire
Jada Fire (Los Ángeles, California; 1 de septiembre de 1976) es una actriz pornográfica estadounidense.

## Biografía
Desde que entró en la industria, se le conoce por ser una actriz de grandes senos y por sus actuaciones Gonzo en sus películas, escenas lesbianas, interracial, esclavitud y escenas anales en las que ha logrado que muchos hombres terminen estallando en fuertes orgasmos mucho antes de lo pensado. La mayoría de sus películas, como Hit That PHAT Ass 4, el cual está filmado en torno a mujeres de grandes nalgas redondas, y afroamericanos sobre temas de afroamericanos o interracial. Jada es, además, una de las actrices más populares de la productora Elegant Angel (famosa por su serie Big Wet Asses entre otras), protagonizando las más importantes series de filmes sobre múltiples orgasmos femeninos o squirt, nombre adquirido por la onomatopéyica palabra que alude a la acción mencionada. Jada tiene en la mayor parte de sus películas un rol protagónico, llegando incluso a someter a sus colegas con eyaculaciones en su rostro desde larga distancia.

## Premios
- 2007 Premios AVN, a la Mejor escena de sexo anal por Manhunters.[2]
- 2007 Porn World Award, por Ass of the Year.
- 2008 Premios AVN, Mejor serie de eyaculación femenina por Jada Fire Is Squirtwoman.[3]